# Actias sinensis
 Actias sinensis là một loài bướm đêm trong chi Actias thuộc họ Saturniidae. Loài bướm đêm này sinh sống ở Trung Quốc, Đài Loan, Việt Nam, Myanmar, Ấn Độ và Thái Lan.